# وندی بیتلستون
وندی بیتلستون (به انگلیسی: Wendy Beetlestone) (زادهٔ۴ آوریل ۱۹۶۱ میلادی) یک قاضی فدرال ایالات متحده از دادگاه ناحیه ای ایالات متحده برای ناحیه شرقی پنسیلوانیا است.

## زندگی‌نامه
بیتلستون مدرک بی‌ای خود را در سال ۱۹۸۴ و از دانشگاه لیورپول دریافت کرد. او مدرک جی دی خود را در سال ۱۹۹۳ و از دانشکده حقوق دانشگاه پنسیلوانیا دریافت کرد. وی کار قانونی خود را به عنوان کارمند قانون برای قاضی رابرت اس. گاوترپ سوم از دادگاه ناحیه ای ایالات متحده برای ناحیه شرقی پنسیلوانیا و از سال ۱۹۹۳ آغاز کرد و برای مدت یکسال تا سال ۱۹۹۴ در آنجا مشغول به کار بود. از سال ۱۹۹۴ تا ۲۰۰۲ وی در مؤسسه حقوقی اشنادر هریسون سگال اند لوئیس کار می‌کرد.